# Notoxus kaszabi
Notoxus kaszabi is een keversoort uit de familie snoerhalskevers (Anthicidae). De wetenschappelijke naam van de soort is voor het eerst geldig gepubliceerd in 1980 door Uhmann.